# Escut de Vistabella del Maestrat
L'escut de Vistabella del Maestrat és el símbol representatiu oficial de Vistabella del Maestrat, municipi del País Valencià, a la comarca de l'Alt Maestrat. Té el següent blasonament:
| « | Escut quadrilong de punta redona. En camp d'atzur, torre d'or de tres cossos decreixents sobre quatre besants d'or, i superada d'un altre, acostada de dues creus de Montesa, antiga i moderna. Al timbre, corona reial oberta. | » |

## Història
L'escut va ser aprovat per Resolució de 27 de desembre de 2004, del conseller de Justícia i Administracions Públiques, publicada en el DOGV núm. 4.939, de 4 de febrer de 2005.
Es tracta de l'escut tradicional de la vila, que ja apareix a la llinda de la porta de l'Ajuntament, amb data de 1559. La torre faria al·lusió a l'antic castell de la localitat, d'origen àrab, del qual queden actualment unes poques restes. Les creus recorden l'orde de Montesa, que van ostentar el senyoriu en obtindre-lo per la dissolució de l'orde del Temple (1312) i fins l'abolició dels senyorius al segle xix. De fet, Vistabella va quedar despoblada el 1381 i va obtenir nova carta de poblament el 1382 del mestre de Montesa.